# نه انجلز
نه انجلز (به انگلیسی: No Angels) گروه موسیقی آلمانی است. آن‌ها در مسابقه آواز یوروویژن ۲۰۰۸ نماینده آلمان بودند.